# Stenopelmatus navajo
Stenopelmatus navajo is een rechtvleugelig insect uit de familie Stenopelmatidae. De wetenschappelijke naam van deze soort is voor het eerst geldig gepubliceerd in 1978 door Rentz.
1. ↑  (en) Stenopelmatus navajo op de IUCN Red List of Threatened Species.